# CONCACAF Champions League 2009-2010
La CONCACAF Champions League 2009-2010 è la 45ª edizione della CONCACAF Champions League, il campionato annuale per club della Confederazione inaugurato nella stagione 2008-2009, in sostituzione della Champions' Cup.
Caratterizzato da 24 squadre delle tre sub-regioni della CONCACAF: Nordamerica, America Centrale e i Caraibi, la Champions League incomincia con una tappa eliminatoria preliminare tra 16 squadre (cioè a eliminazione diretta), dopo avanza alla fase a gironi con quattro gruppi in sei turni, e si conclude con i quarti di finale, semifinali e finale in partite di andata e ritorno.
Gli otto vincitori della tappa preliminare si uniscono a otto squadre della fase a gironi, dove due squadre di ognuno dei quattro gruppi avanzano ai quarti di finale.
Come squadra vincitrice, il Pachuca ha ottenuto il diritto di partecipare al Mondiale per club 2010.

## Formato
La CONCACAF Champions League si gioca in tre tappe, turno preliminare, fase a gruppi e fase a eliminazione diretta. I posti per le 24 squadre sono assegnate per paese, o nel caso dei Caraibi, per regione.
A Stati Uniti e Messico sono concessi quattro posti ciascuno. Due squadre di ogni paese sono qualificate direttamente nei gruppi della fase a gironi, mentre le altre due sono inserite nel turno preliminare. Ai Caraibi sono assegnati tre posti che decide il Campionato per club CFU, e queste tre squadre sono iscritte nel turno preliminare.
L'America Centrale occupa il maggior contingente di squadre nella Champions League con 12 squadre. A Costa Rica, El Salvador, Guatemala e Honduras sono concessi due posti ciascuno, uno dei quali entra direttamente nella fase a gruppi e l'altra nel turno preliminare. Anche Panama riceve due posti nel turno preliminare. Belize e Nicaragua con un posto ognuno, entrano nel turno preliminare.
Se qualunque squadra centroamericana si ritira o viene squalificata, il suo posto è riassegnato per paese, in conformità con la formula di funzionamento usata nell'anno anteriore della Champions League.
Il Canada riceve un posto in Champions League, determinato dal Canadian Championship il cui vincitore è inserito nel turno preliminare.
Nel turno preliminare, 16 squadre si affrontato in partite di andata e ritorno, che qualificano alla fase a gruppi. Due squadre di uno stesso paese non possono giocare l'una contro l'altra nel turno preliminare né nella fase a gironi.
Due squadre di ogni gruppo, avanzano ai quarti di finale, in cui il vincitore di ogni gruppo affronta il secondo di uno degli altri gruppi. Il sorteggio che stabilisce le coppie per i quarti di finale determina anche le semifinali.

## Riassegnazione posti
Il Comitato di Emergenza CONCACAF ha concesso alla Costa Rica un terzo posto nella Champions League 2009-2010, ri-assegnandole il posto del Real Estelí del Nicaragua che non ha raggiunto gli standard richiesti in conformità con i regolamenti del torneo.
Nell'ambito del regolamento, il posto del Nicaragua avrebbe dovuto essere concesso a Panama, basandosi sul rendimento dei suoi club nella passata stagione della Champions League. Ma questo paese aveva bisogno di due stadi disponibili e approvati per ospitare tre squadre, e Panama ne ha solo uno.
Le squadre di Costa Rica, El Salvador e Guatemala, tutte avevano uguale coefficiente nel loro adempimento. Pertanto il Comitato di Emergenza decise di dare il posto del Nicaragua alla Costa Rica per il suo miglior record storico nelle competizioni internazionali.
L'Honduras, ha avuto il miglior coefficiente di adempimento di qualunque paese centroamericano e ha ricevuto il posto del Belize quando si determinò che quest'ultimo non aveva uno stadio adeguato.
Il CD Luis Ángel Firpo è stato invitato a rimpiazzare il CD Chalatenango nel turno preliminare dopo che l'altro club salvadoregno non ha soddisfatto i requisiti del torneo.
Ogni club deve firmare un accordo di partecipazione come condizione per potere giocare nella CONCACAF Champions League, e il Chalatenango non ha restituito i documenti.
Di conseguenza, il Firpo, secondo classificato nell'apertura e chiusura di El Salvador, ha ricevuto l'opportunità di accettare il secondo posto riservato a El Salvador.

## Preliminari
| Squadra 1       | Totale | Squadra 2             | Andata | Ritorno |
| --------------- | ------ | --------------------- | ------ | ------- |
| San Francisco   | 2 - 3  | San Juan Jabloteh     | 2 - 0  | 0 - 3   |
| Pachuca         | 10 - 1 | Deportivo Jalapa      | 3 - 0  | 7 - 1   |
| W Connection FC | 4 - 3  | New York Red Bulls    | 2 - 2  | 2 - 1   |
| Olimpia         | 2 - 2  | Árabe Unido           | 2 - 1  | 0 - 1   |
| Herediano       | 2 - 6  | Cruz Azul             | 2 - 6  | 0 - 0   |
| D.C. United     | 2 - 2  | Luis Ángel Firpo      | 1 - 1  | 1 - 1   |
| Liberia Mía     | 3 - 6  | Real España           | 3 - 0  | 0 - 6   |
| Toronto FC      | 0 - 1  | Puerto Rico Islanders | 0 - 1  | 0 - 0   |

## Fase a gironi

### Girone A
| Squadra        | Pt | G | V | N | P | RF | RS | DR  |
| -------------- | -- | - | - | - | - | -- | -- | --- |
| Pachuca        | 15 | 6 | 5 | 0 | 1 | 15 | 4  | +11 |
| Árabe Unido    | 10 | 6 | 3 | 1 | 2 | 13 | 9  | +4  |
| Houston Dynamo | 7  | 6 | 2 | 1 | 3 | 9  | 8  | +1  |
| Isidro Metapán | 3  | 6 | 1 | 0 | 5 | 3  | 19 | -16 |

|                | HOU   | MET   | PAC   | DAU   |
| -------------- | ----- | ----- | ----- | ----- |
| Houston Dynamo | -     | 1 - 0 | 0 - 1 | 5 - 1 |
| Isidro Metapán | 3 - 2 | -     | 0 - 4 | 0 - 1 |
| Pachuca        | 2 - 0 | 5 - 0 | -     | 2 - 0 |
| Árabe Unido    | 1 - 1 | 6 - 0 | 4 - 1 | -     |

### Girone B
| Squadra           | Pt | G | V | N | P | RF | RS | DR  |
| ----------------- | -- | - | - | - | - | -- | -- | --- |
| Deportivo Toluca  | 13 | 6 | 4 | 1 | 1 | 15 | 4  | +11 |
| Marathón          | 12 | 6 | 4 | 0 | 2 | 12 | 14 | -2  |
| D.C. United       | 10 | 6 | 3 | 1 | 2 | 12 | 8  | +4  |
| San Juan Jabloteh | 0  | 6 | 0 | 0 | 6 | 4  | 17 | -13 |

|                   | TOL   | MAR   | DCU   | SJJ   |
| ----------------- | ----- | ----- | ----- | ----- |
| Deportivo Toluca  | -     | 7 - 0 | 1 - 1 | 3 - 0 |
| Marathón          | 2 - 0 | -     | 3 - 1 | 3 - 1 |
| D.C. United       | 1 - 3 | 3 - 0 | -     | 5 - 1 |
| San Juan Jabloteh | 0 - 1 | 2 - 4 | 0 - 1 | -     |

### Girone C
| Squadra               | Pt | G | V | N | P | RF | RS | DR  |
| --------------------- | -- | - | - | - | - | -- | -- | --- |
| Cruz Azul             | 16 | 6 | 5 | 1 | 0 | 16 | 4  | +12 |
| Columbus Crew         | 8  | 6 | 2 | 2 | 2 | 5  | 9  | -4  |
| Deportivo Saprissa    | 5  | 6 | 1 | 2 | 3 | 6  | 8  | -2  |
| Puerto Rico Islanders | 3  | 6 | 0 | 3 | 3 | 6  | 12 | -6  |

|                       | CLB   | SAP   | CRU   | PRI   |
| --------------------- | ----- | ----- | ----- | ----- |
| Columbus Crew         | -     | 1 - 1 | 0 - 2 | 2 - 0 |
| Deportivo Saprissa    | 0 - 1 | -     | 1 - 2 | 3 - 1 |
| Cruz Azul             | 5 - 0 | 2 - 0 | -     | 2 - 0 |
| Puerto Rico Islanders | 1 - 1 | 1 - 1 | 3 - 3 | -     |

### Girone D
| Squadra         | Pt | G | V | N | P | RF | RS | DR |
| --------------- | -- | - | - | - | - | -- | -- | -- |
| Pumas UNAM      | 13 | 6 | 4 | 1 | 1 | 15 | 6  | +9 |
| Comunicaciones  | 9  | 6 | 3 | 0 | 3 | 6  | 8  | -2 |
| W Connection FC | 7  | 6 | 2 | 1 | 3 | 10 | 9  | +1 |
| Real España     | 6  | 6 | 2 | 0 | 4 | 6  | 14 | -8 |

|                 | UNAM  | COM   | WCO   | RES   |
| --------------- | ----- | ----- | ----- | ----- |
| Pumas UNAM      | -     | 1 - 0 | 2 - 1 | 4 - 0 |
| Comunicaciones  | 2 - 1 | -     | 0 - 3 | 2 - 0 |
| W Connection FC | 2 - 2 | 1 - 2 | -     | 3 - 2 |
| Real España     | 1 - 5 | 2 - 0 | 1 - 0 | -     |

## Fase a eliminazione diretta

### Quarti di finale
| Squadra 1        | Totale | Squadra 2  | Andata | Ritorno |
| ---------------- | ------ | ---------- | ------ | ------- |
| Columbus Crew    | 4 - 5  | Toluca     | 2 - 2  | 2 - 3   |
| Marathón         | 3 - 6  | Pumas UNAM | 2 - 0  | 1 - 6   |
| Comunicaciones   | 2 - 3  | Pachuca    | 1 - 1  | 1 - 2   |
| Dep. Arabe Unido | 0 - 4  | Cruz Azul  | 0 - 1  | 0 - 3   |

### Semifinali
| Squadra 1  | Totale | Squadra 2 | Andata | Ritorno |
| ---------- | ------ | --------- | ------ | ------- |
| Pumas UNAM | 1 - 5  | Cruz Azul | 1 - 0  | 0 - 5   |
| Toluca     | 1 - 2  | Pachuca   | 1 - 1  | 0 - 1   |

### Finale
| Squadra 1 | Totale    | Squadra 2 | Andata | Ritorno |
| --------- | --------- | --------- | ------ | ------- |
| Cruz Azul | 2 - 2 (a) | Pachuca   | 2 - 1  | 0 - 1   |

| Arbitro: | Benito Archundia |

|                                |           |             |
| Villa 20’ Rodríguez 24’ (aut.) | Marcatori | 69’ Álvarez |

| Arbitro: | Marco Rodríguez |

|             |           |  |
| Benítez 90’ | Marcatori |  |